# T2K
A T2K (Tokai to Kamioka)  kísérlet egy komplex részecskefizikai kísérlet, amely a neutrínók oszcillációját méri. Ez az első kísérlet, amely sikeresen kimutatta elektron-neutrínók ({\displaystyle \nu _{e}}) megjelenését egy müon-neutrínó ({\displaystyle \nu _{\mu }}) nyalábban ,  precíz becslést adott a  PMNS (Pontecorvo–Maki–Nakagawa–Sakata) neutrínó keveredési mátrix {\displaystyle \theta _{23}} paraméterére , és először talált anyag-antianyag aszimmetriára utaló jeleket neutrínóknál . Ez utóbbi magyarázatot adhat az Univerzumban megfigyelhető anyagdominanciára .
A kísérlet egy 500 fizikusokból és mérnökökből álló nemzetközi kollaborációban működik Japánban, több mint 60 kutatóintézet közreműködésével Euróbából, Ázsiából, Amerikából, ill. a CERN  részleges bevonásával.
A kísérletnek a neutrínónyalábot a J-PARC (Japan Proton Accelerator Research Complex) kutatóintézet biztosítja, amely Japán keleti partján, Tokaiban található. Mivel a müon-neutrinók a T2K kísérletben több száz kilométer megtétele után alakulnak át más neutrínótípusba, ezért a részecskenyalábot a J-PARC-tól 295 kilométer távolságra lévő Super-Kamiokande detektor felé irányítják. A nyaláb (oszcilláció előtti) tulajdonságait, neutrínó-íz összetételét egy a J-PARC teruletén található közeli detektorban (ND280) mérik, majd összehasonlítják a távolabbi Super-Kamiokande detektorban mért neutrínónyaláb összetételével. A két mérésből becsülik meg a neutrínók egymásbaalakulási valószínűségét. A Super-Kamiokande detektor képes mind müon- ill. elektron-neutrínók kölcsönhatásainak detektálására, ezért a müon-neutrínók eltűnését és az elektron-neutrínók megjelenését is képes kimutatni.

## Történet
A T2K kísérlet a K2K (KEK to Kamioka) kísérlet utóda, amely 1999-től 2004-ig működött. A T2K-hez hasonlóan, egy a Tsukubában, Japánban található KEK kutatóintézet részecskegyorsítója által előállított müon neutrínó-nyalábot lőttek a 250 kilométerre lévő Super-Kamiokande detektor felé. A K2K kísérlet eredménye 99.9985% konfidencia szinten (4.3 σ)  megerősítette a müon neutrínók eltűnését, és megerősítette a Super-Kamiokande detektor atmoszferikus neutrínókból kimutatott eredményeit .

## Fizikai kutatási célok
A T2K kísérlet ötlete 2003-ban jött létre a következő kutatási célokkal:
- A {\displaystyle \nu _{\mu }} → {\displaystyle \nu _{e}} oszcilláció kimutatása, ill. a {\displaystyle \theta _{23}} PMNS oszcillációs paraméter nem nulla értékének kimutatàsa
- A {\displaystyle \Delta m_{23}} és {\displaystyle \theta _{23}} oszcillációs paraméterek pontos meghatározása müon-neutrínó eltűnés méréséből
- Steríl neutrínó-oszcilláció jeleinek keresése
- Neutrínó-atommag szórási kölcsönhatások kutatása a GeV energiatartományban.

Az adatfelvétel 2010-es kezdete óta a T2K kísérlet egy sor fontos fizikai eredményt ért el:
- Elektron-neutrínó megjelenésének kimutatása müon-neutrínó nyalábban ({\displaystyle \nu _{\mu }} → {\displaystyle \nu _{e}}) [2][13]
- A {\displaystyle \theta _{23}} neutrínó oszcillációs paraméter pontos meghatározása [3]
- A CP-szimmetria sértés jelenségére való első indikációk felfedezése a Lepton-szektorban, ill. a {\displaystyle \delta _{CP}} neutrínó oszcillációs paraméter értékének első pontos behatárolása, amely az Univerzum anyag-antianyag aszimmetriájára adhat egyszer magyarázatot [5]
- A steril neutrínók oszcillációjának keresése az ND280 közeli [14] illetve a távoli Super-Kamiokande [15] detektorokkal.
- Neutrínó szórási hatáskeresztmetszet mérése elektron- [16][17] és müon neutrínók, illetve and antineutrínókkal [18] különböző atommagokon (C, H2O and Fe).[19]